# Ritodrine
Ritodrine (tên thương mại Yutopar) là một loại thuốc giảm co được sử dụng để ngăn chặn chuyển dạ sớm. Thuốc này đã được loại bỏ khỏi thị trường Mỹ, theo FDA Orange Book. Nó có sẵn ở dạng viên uống hoặc dạng tiêm và thường được sử dụng dưới dạng muối hydroclorua, ritodrine hydrochloride.

## Cơ chế
Ritodrine là một chất chủ vận β2 adrenoreceptor tác dụng ngắn -  nhóm thuốc dùng để thư giãn cơ trơn (các loại thuốc tương tự khác được sử dụng trong hen suyễn hoặc các bệnh phổi khác như salbutamol (albuterol)). Vì ritodrine có thành phần N- cồng kềnh, nên nó có độ chọn lọc β2 cao. Ngoài ra, nhóm 4-hydroxy trên vòng benzen rất quan trọng đối với hoạt động vì nó cần thiết để hình thành liên kết hydro. Tuy nhiên, nhóm 4-hydroxy làm cho nó dễ bị chuyển hóa bởi catechol- O -methyl transferase (COMT). Vì nó chọn lọc β2 cao, nó được sử dụng cho chuyển dạ sớm.

## Tác dụng phụ và chống chỉ định tiềm năng
Hầu hết các tác dụng phụ của chất chủ vận β2 là do chủ vận đồng thời β1 và bao gồm tăng nhịp tim, tăng huyết áp tâm thu, giảm huyết áp tâm trương, đau ngực thứ phát do nhồi máu cơ tim và rối loạn nhịp tim. Các chất chủ vận beta cũng có thể gây ra tình trạng ứ nước thứ phát làm giảm độ thanh thải nước, khi thêm vào nhịp tim nhanh và tăng công việc cơ tim, có thể dẫn đến suy tim. Ngoài ra, chúng làm tăng tân tạo đường ở gan và cơ dẫn đến tăng đường huyết, làm tăng nhu cầu insulin ở bệnh nhân tiểu đường. Việc truyền chất chủ vận β qua nhau thai xảy ra và có thể là nguyên nhân gây ra nhịp tim nhanh của thai nhi, cũng như hạ đường huyết hoặc tăng đường huyết khi sinh.
Bệnh nhân tiểu đường tuýp 2, huyết áp cao hoặc đau nửa đầu nên chú ý điều này trước khi được dùng thuốc.
Nó cũng có liên quan đến chảy máu sau sinh. 